# Villa Juárez, San Luis Potosí
Villa Juarez är en ort i Mexiko.   Den ligger i kommunen Villa Juárez och delstaten San Luis Potosí, i den centrala delen av landet, 300 km norr om huvudstaden Mexico City. Villa Juarez ligger 1 108 meter över havet och antalet invånare är 3 850.
Terrängen runt Villa Juarez är platt åt nordost, men åt sydväst är den kuperad. Runt Villa Juarez är det glesbefolkat, med 12 invånare per kvadratkilometer. Närmaste större samhälle är Cerritos, 11,5 km norr om Villa Juarez. I omgivningarna runt Villa Juarez växer huvudsakligen savannskog.